# Terry Fox
Terrance Stanley Fox, alias Terry (n. 28 iulie 1958, Boisbriand⁠(d), provincia Québec, Canada – d. 28 iunie 1982, New Westminster⁠(d), British Columbia, Canada), a fost un maratonist și activist canadian, activ în lupta împotriva cancerului.
În 1980, cu un picior amputat din cauza cancerului, a participat la o cursă care pornea din estul Canadei cu obiectivul de a ajunse în vest, pentru a strânge fonduri și pentru a ridica nivelul de conștientizare în ceea ce privește cercetarea cancerului în rândul societății. Deși răspândirea cancerului său l-a forțat în cele din urmă să-și încheie misiunea după 143 de zile și 5.373 de kilometri (3.339 mi) și, în cele din urmă, ia și costat viața, eforturile sale au dus la o moștenire de durată, la nivel mondial. Anual, așa zisul Terry Fox Run, care a avut loc pentru prima dată în 1981, a crescut pentru a implica milioane de participanți din peste 60 de țări și este acum cea mai mare strângere de fonduri pentru cercetarea cancerului din lume care are loc într-o zi; peste 800 de milioane de dolari au fost strânși în numele lui Fox la aprilie 2020.

## Biografia

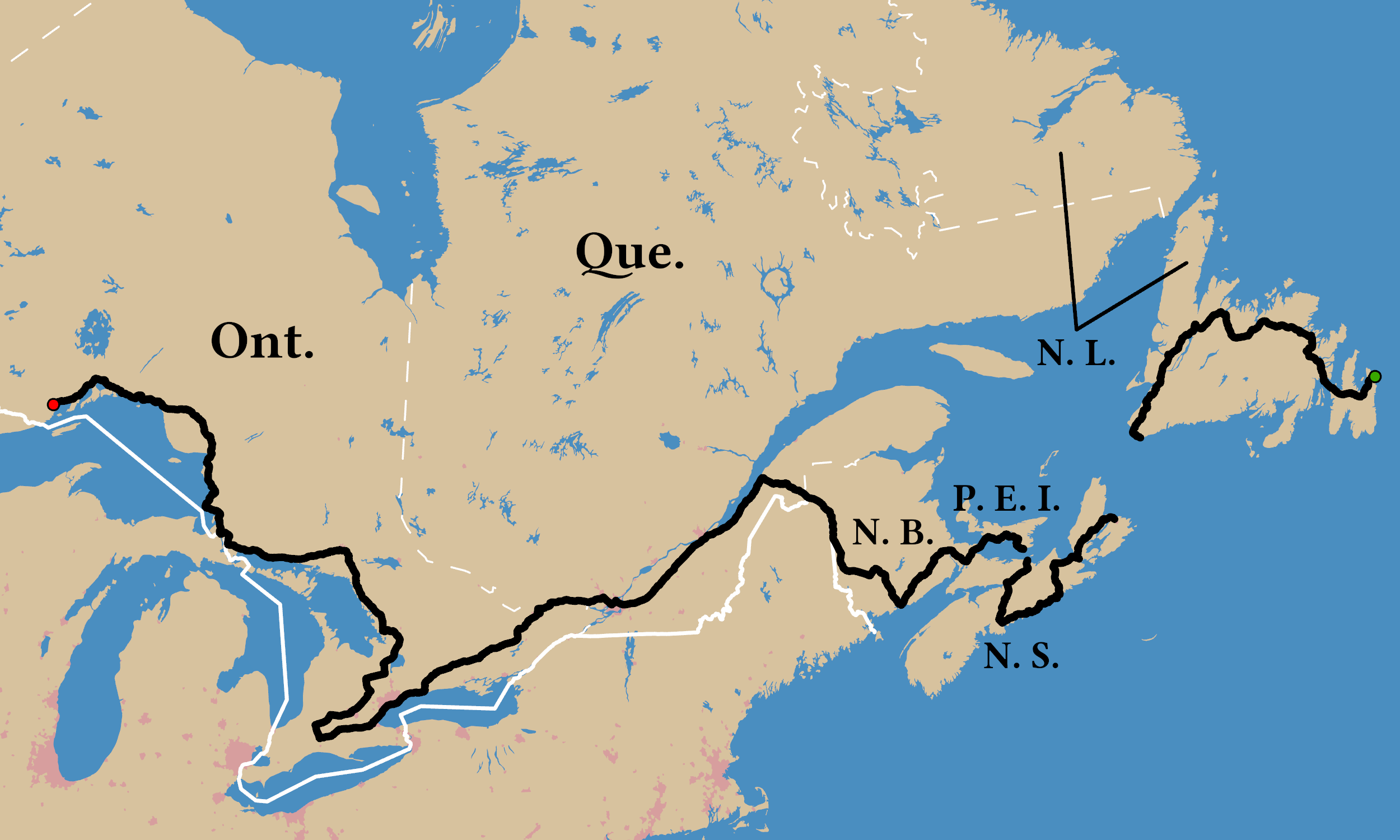
Cursa lui Fox a început la St. John's pe coasta de est, alergând spre vest.

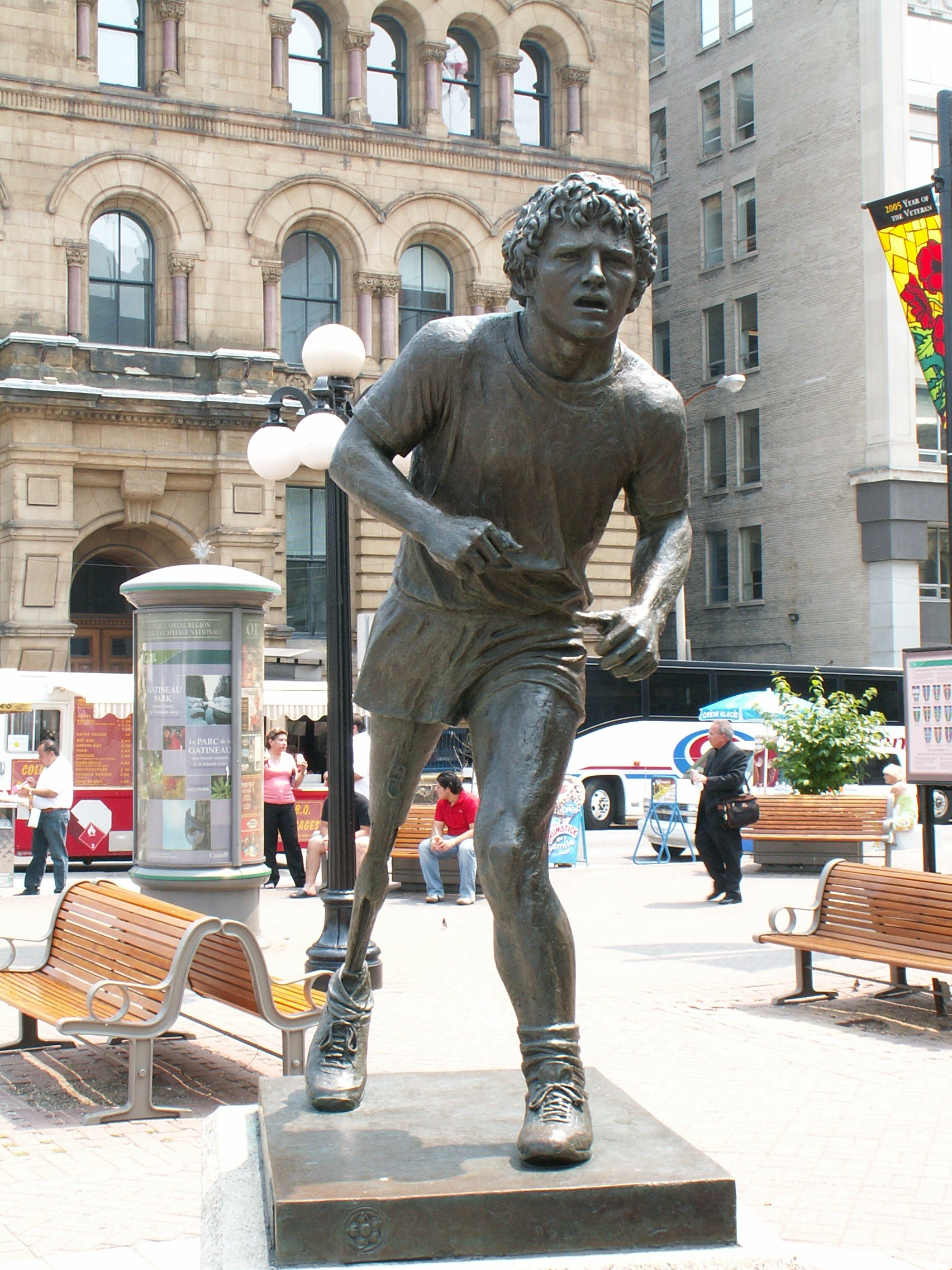
Statuia lui Terry Fox în Ottawa.

S-a născut în Winnipeg, Canada, părinții fiind Betty și Rolly Fox. Avea doi frați, Fred și Darrell, și o soră, Judith.
De mic a avut predispoziție pentru sport, dar mai presus de toate a dat dovadă de o mare hotărâre și voință. A practicat înot și baschet, în clasa a 12-a câștigând premiul liceal pentru sportivul anului. Și-a dorit să devină profesor de educație fizică: după ce a absolvit Port Coquitlam Senior Secondary School (rebotezată ulterior, în onoarea sa, „Terry Fox Secondary School”), a început să studieze kinesiologie la universitate.
Pe 12 noiembrie 1976, Terry a suferit un accident de mașină care a avut ca rezultat o traumă la genunchiul drept. În 1977, continuând să experimenteze dureri de genunchi, a făcut o vizită de specialitate și a fost diagnosticat cu osteosarcom (o tumoare malignă a țesutului osos care afectează în principal oasele lungi, precum femurul, tibia și humerusul și care are tendința de a metastatiza la plămâni și la măduva osoasă), în urma cărora a trebuit să sufere amputarea piciorului drept, înlocuit cu o proteză.
Pe 15 octombrie 1979, Fox a trimis o scrisoare Societății de Cancer a Canadei în care și-a anunțat cursa și a făcut apel pentru finanțare. El a declarat că își va „cuceri” dizabilitatea și a promis că își va finaliza alergarea, chiar dacă ar fi trebuit să „se târască până la ultimul kilometru”. În 1980, la trei ani după amputare, s-a aventurat în misiunea care a rămas în istoria Canadei și nu numai. Pe 12 aprilie 1980 a pornit de pe coasta atlantică a Canadei pentru a merge pe jos până la cea a Oceanului Pacific, cu scopul de a strânge un dolar pentru fiecare cetățean canadian care să fie donat pentru lupta împotriva cancerului. Ca și în maratonul clasic, a alergat 42 de kilometri în fiecare zi, traversând Terranova, Noua Scoție, Insula Prințului Edward, Noul Brunswick, Québec și Ontario. Întreprinderea a fost numită „Marathon of Hope” și, din păcate, nu a fost niciodată finalizată pentru că, după 143 de zile și 5373 de kilometri, la 1 septembrie 1980, în Thunder Bay, a fost nevoit să-și întrerupă cursa deoarece a fost diagnosticat cu diverse metastaze la ambii plămâni. Între timp, CTV a organizat în numele său o strângere de fonduri care a avut un succes remarcabil.
În lunile următoare, Fox a primit mai multe tratamente de chimioterapie, dar boala a continuat să se răspândească. Pe măsură ce starea lui s-a înrăutățit, canadienii au sperat într-un miracol, iar Papa Ioan Paul al II-lea a trimis o telegramă în care spunea că se roagă pentru Fox.  Medicii au apelat la tratamente experimentale cu interferon, deși eficacitatea tratamentelor împotriva sarcomului osteogen a fost necunoscută. A suferit o reacție adversă la primul său tratament, dar a continuat programul după o perioadă de odihnă.
Fox a fost reinternat la Spitalul Regal Columbian din New Westminster pe 19 iunie 1981, cu congestie toracică și pneumonie dezvoltată. A intrat în comă și a murit la 4:35 dimineața PDT pe 28 iunie 1981. Guvernul Canadei a ordonat ca toate steagurile să fie coborâte în bernă, o onoare fără precedent care era de obicei rezervată oamenilor de stat.
Înmormântarea sa care a avut loc în Port Coquitlam a fost difuzată la televiziunea națională. Sute de comunități din Canada au organizat, de asemenea, slujbe comemorative, o slujbă comemorativă publică a avut loc pe Dealul Parlamentului din Ottawa, iar canadienii au donat din nou sume mari Societății de Cancer.
După moartea sa, a fost înființată „Terry Fox Run”, o cursă necompetitivă care are loc în diferite locații în luna septembrie a fiecărui an, cu scopul de a păstra vie memoria lui Terry Fox prin strângerea de fonduri pentru cercetarea cancerului. Mai târziu, Steve Fonyo, un supraviețuitor de cancer, a parcurs distanța de care avea nevoie Terry pentru a-și termina „Maratonul Speranței” cu piciorul stâng amputat.
Un sondaj național din 1999 l-a numit cel mai mare erou al Canadei, iar în 2004 a fost al doilea după Tommy Douglas la programul The Greatest Canadian de la CBC.

## Distincții
- Canada:
  - Ordinul Canadei în grad de Companion, 19 septembrie 1980
  - Order of the Dogwood, 1980
  - Beneficiar al Trofeului Lou Marsh, 1980
  - În 1982, Canada Post a emis un timbru în onoarea lui Terry Fox. El devine prima persoană onorată cu un astfel de timbru la mai puțin de zece ani de la moartea sa.
  - La 4 aprilie 2005, a fost prima zi de emitere a unei monede de un dolar canadian ediție specială cu Terry Fox. A fost prima monedă canadiană folosită în mod obișnuit care înfățișează o altă persoană decât un membru al familiei regale.
  - Comitetul de organizare a Jocurilor Olimpice de la Vancouver a creat „Premiul Terry Fox” pentru a onora sportivul care participă la aceste jocuri și care a dat dovadă de cea mai mare determinare și curaj